# Шевченко, Александр Алексеевич (кёрлингист)
Алекса́ндр Алексе́евич Шевче́нко (род. 3 июня 1971, Солнечногорск, Московская область) — российский кёрлингист на колясках.
В составе сборной России по кёрлингу на колясках серебряный призёр зимних Паралимпийских игр 2014, участник зимних Паралимпийских игр 2018, трёхкратный чемпион мира (2012, 2015, 2016). Многократный чемпион России по кёрлингу на колясках, обладатель Кубка России по кёрлингу на колясках.
В «командном» кёрлинге на колясках (команда из четырёх человек) играет в основном на позициях первого и третьего.
Лауреат премии «Возвращение в жизнь» 2013. Спортсмен Спортивной школы олимпийского резерва «Москвич».
Попал в кёрлинг после несчастного случая: повредил позвоночник в автоаварии.

## Достижения
- Зимние Паралимпийские игры: серебро (2014).
- Чемпионат мира по кёрлингу на колясках: золото (2012, 2015, 2016), серебро (2017).
- Чемпионат России по кёрлингу на колясках: золото (2010, 2016, 2018, 2019, 2020, 2021, 2022, 2023, 2024, 2025), серебро (2009, 2012).
- Кубок России по кёрлингу на колясках: золото (2023), серебро (2021, 2022).
- Кубок России по кёрлингу на колясках среди смешанных пар: бронза (2023, 2024).

## Команды
| Сезон                                   | Четвёртый            | Третий              | Второй             | Первый               | Запасной                                    | Тренер                                                          | Турниры                            |
| --------------------------------------- | -------------------- | ------------------- | ------------------ | -------------------- | ------------------------------------------- | --------------------------------------------------------------- | ---------------------------------- |
| 2008—09                                 | Александр Шевченко   | ?                   | ?                  | ?                    |                                             |                                                                 | ЧРК 2009                           |
| 2009—10                                 | Александр Шевченко   | ?                   | ?                  | ?                    |                                             |                                                                 | ЧРК 2010                           |
| 2010—11                                 | Андрей Смирнов       | Марат Романов       | Александр Шевченко | Светлана Пахомова    | Оксана Слесаренко                           | Vladimir Shevchenko, Антон Батугин                              | ЧМК 2011 (4 место)                 |
| 2011—12                                 | Александр Шевченко   | ?                   | ?                  | ?                    |                                             |                                                                 | ЧРК 2012                           |
| 2011—12                                 | Андрей Смирнов       | Марат Романов       | Александр Шевченко | Оксана Слесаренко    | Светлана Пахомова                           | Маргарита Нестерова                                             | ЧМК 2012                           |
| 2012—13                                 | Андрей Смирнов       | Марат Романов       | Александр Шевченко | Светлана Пахомова    | Оксана Слесаренко                           | Антон Батугин                                                   | ЧМК 2013 (5 место)                 |
| 2013—14                                 | Андрей Смирнов       | Александр Шевченко  | Светлана Пахомова  | Марат Романов        | Оксана Слесаренко                           | Антон Батугин                                                   | ЗПИ 2014                           |
| 2014—15                                 | Андрей Смирнов       | Марат Романов       | Оксана Слесаренко  | Александр Шевченко   | Светлана Пахомова                           | Антон Батугин                                                   | ЧМК 2015                           |
| 2015—16                                 | Константин Курохтин  | Александр Шевченко  | Андрей Мещеряков   | Александра Чечёткина |                                             |                                                                 | ЧРК 2016                           |
| 2015—16                                 | Андрей Смирнов       | Константин Курохтин | Светлана Пахомова  | Александр Шевченко   | Марат Романов                               | Антон Батугин                                                   | ЧМК 2016                           |
| 2016—17                                 | Андрей Смирнов       | Константин Курохтин | Александр Шевченко | Дарья Щукина         | Марат Романов                               | Антон Батугин                                                   | ЧМК 2017                           |
| 2017—18                                 | Константин Курохтин  | Марат Романов       | Александр Шевченко | Дарья Щукина         | Андрей Мещеряков                            | Антон Батугин                                                   | ЗПИ 2018 (5 место)                 |
| 2017—18                                 | Константин Курохтин  | Андрей Мещеряков    | Максим Волков      | Александра Чечёткина | Александр Шевченко                          |                                                                 | ЧРК 2018                           |
| 2018—19                                 | Андрей Смирнов       | Марат Романов       | Александр Шевченко | Дарья Щукина         | Андрей Мещеряков                            | Антон Батугин, Маргарита Нестерова                              | ЧМК 2019 (7 место)                 |
| 2018—19                                 | Константин Курохтин  | Андрей Мещеряков    | Александр Шевченко | Александра Чечёткина | Максим Волков                               | Маргарита Нестерова                                             | ЧРК 2019                           |
| 2019—20                                 | Андрей Мещеряков     | Александр Шевченко  | Максим Волков      | Александра Чечёткина |                                             |                                                                 | ЧРК 2020                           |
| 2020—21                                 | Константин Курохтин  | Андрей Мещеряков    | Александр Шевченко | Александра Чечёткина | Максим Волков                               | Маргарита Нестерова                                             | ЧРК 2021                           |
| 2021—22                                 | Константин Курохтин  | Андрей Мещеряков    | Александр Шевченко | Александра Чечёткина |                                             | Маргарита Нестерова                                             | КРК 2021 · ЧРК 2022                |
| 2022—23                                 | Константин Курохтин  | Андрей Мещеряков    | Александр Шевченко | Ирина Гамаюнова      | Максим Волков                               | Маргарита Нестерова                                             | КРК 2022                           |
| 2022—23                                 | Константин Курохтин  | Андрей Мещеряков    | Александр Шевченко | Александра Чечёткина | Максим Волков                               | Маргарита Нестерова, Андрей Мещеряков                           | ЧРК 2023                           |
| 2023—24                                 | Константин Курохтин  | Андрей Мещеряков    | Александр Шевченко | Александра Чечёткина | Максим Волков (КРК), Владимир Романов (ЧРК) | Маргарита Нестерова                                             | КРК 2023 · ЧРК 2024                |
| 2024—25                                 | Константин Курохтин  | Андрей Мещеряков    | Александр Шевченко | Александра Чечёткина | Владимир Романов                            | Маргарита Нестерова                                             | ЧРК 2025                           |
| Кёрлинг на колясках среди смешанных пар |                      |                     |                    |                      |                                             |                                                                 |                                    |
| 2023—24                                 | Александра Чечёткина | Александр Шевченко  |                    |                      |                                             | Константин Курохтин (КРКСП), Маргарита Нестерова (КРКСП, ЧРКСП) | КРКСП 2023 · ЧРКСП 2024 (10 место) |
| 2024—25                                 | Юлия Никитина        | Александр Шевченко  |                    |                      |                                             | Маргарита Нестерова                                             | КРКСП 2024 · ЧРКСП 2025 (13 место) |

(скипы выделены полужирным шрифтом; данные по чемпионатам России неполные — пока не найдены источники с полными составами команд для чемпионатов 2015 года и ранее)

## Награды
- Медаль ордена «За заслуги перед Отечеством» I степени (17 марта 2014 года) — за большой вклад в развитие физической культуры и спорта, высокие спортивные достижения на XI Паралимпийских зимних играх 2014 года в городе Сочи[6]